# Haloo Helsinki!
Haloo Helsinki! est un groupe de pop rock finlandais, originaire d'Helsinki.

## Biographie
Le guitariste du groupe, Leo Hakanen et Jere Marttila se connaissent depuis tout jeunes. Ils grandissent ensemble dans le quartier de Suutarila au nord d'Helsinki. Pendant leur scolarité, ils recrutent le batteur Jukka Soldan, qui s'avère être le batteur le plus talentueux de l'école
En automne 2006, Hakanen et Marttila cherchent un nouveau chanteur pour le groupe. Ils entrent en contact avec le futur manager Peter Kokljuschkin, qui fera la découverte d'Elli (a.k.a. Elisa Tiilikainen, né le 30 juillet 1990),. Elli vient de Kallio, mais sa famille est originaire de Finlande, du Lake Saimaa,.
Leur premier album, Haloo Helsinki!, est publié en août 2008, et atteint la 6e place des charts finlandais. l'album reste dans les charts pendant sept semaines.
En 2009, Haloo Helsinki! joue le morceau d'YleX, Mun sydän sanoo niin, qui est le second single de leur deuxième album Enemmän kuin elää, sorti en septembre 2009. L'album se place 7e des charts finlandais, et y reste pendant quatre semaines,.
Leur troisième album, III, est publié le 2 mars 2011. Il atteint la 14e place des charts finlandais, et y reste 36 semaines.
Leur cinquième album, Kiitos ei ole kirosana (2014), se compose de 14 chansons.

## Membres
- Elisa Tiilikainen - chant, basse[7].
- Jere Marttila - guitare
- Leo Hakanen - guitare
- Jukka Soldan - batterie

## Discographie
- 2008 : Haloo Helsinki!
- 2009 : Enemmän kuin elää
- 2011 : III
- 2013 : Maailma on tehty meitä varten
- 2014 : Kiitos ei ole kirosana
- 2017 : Hulluuden Highway